# Station Drammen
Station Drammen is een spoorwegstation in de stad Drammen in Viken in het zuiden van Noorwegen. Het station, knooppunt van drie lijnen, werd geopend in 1866. Het is tevens eindpunt voor de lijn van Flytoget.